# Hut Point
Hut Point è un'Area Specialmente Protetta dell'Antartide (codice ASPA 158) situata sull'isola di Ross, all'estremità meridionale della penisola di Hut Point, circa 1,6 chilometri a nord est di capo Armitage, a breve distanza dalla stazione di ricerca McMurdo.
Il sito ospita un rifugio, noto come Discovery Hut, edificato nel febbraio 1902 da Robert Falcon Scott durante la spedizione Discovery (1901-1904) e utilizzato da numerose spedizioni successive; rappresenta uno dei principali siti dell'epoca eroica dell'esplorazione antartica. Attualmente il rifugio non è più utilizzato ed è visitabile solo con il permesso dell'autorità di gestione.